# Neue Chance zum Glück
Neue Chance zum Glück ist ein deutscher Fernsehfilm, aus dem Jahre 2011 Regie führte Donald Kraemer. Die Hauptrollen spielten Sonsee Neu und Jutta Speidel.

## Handlung
Merrit Cremer lebt in Bonn und arbeitet als Hebamme. Sie ist glücklich verheiratet und hat zwei Kinder. Ihre beste Freundin Bea hat einen Schlüssel zur Wohnung von Merrit und hält sich dort regelmäßig auf. Als die Familie aber nach Italien in den Urlaub fahren möchte, erfährt Merrit, dass ihr Vater einen Herzinfarkt erlitten hat.
Deshalb reist Merrits Mann Immo nun ohne sie, mit Bea und den Kindern, in die Toskana, während Merrit zu ihren Eltern in die Eifel fährt. Dort betreiben ihre Eltern ein Schullandheim in einer mittelalterlichen Burg. Vater Christian erholt sich rasch von seinem Herzinfarkt, aber Merrit gerät in Konflikt mit ihrer Mutter, die ein Leben als Globetrotterin führt und plant, nach Samoa auszuwandern. Während ihres Aufenthalts auf der Burg nähern sich Merrit und ein Angestellter an, der stets freundlich zu ihr ist.
Als Immo und die Kinder aus Italien zurückkehren, geht es Tochter Jule schlecht: Sie erzählt Merrit, dass sie ihren Vater mit Bea im Bett erwischt hat. Wütend bricht Merrit den Kontakt zu Immo ab und fährt zu Bea nach Bonn um sich mit ihr auszusprechen.
Da Merrit den ganzen Tag in Bonn verbringt, werden ihre Kinder von den Großeltern versorgt. Jule darf die Pferde versorgen und Christian zeigt Max sein altes Motorrad, welches die beiden restaurieren möchten.
Merrit kehrt wieder in die Eifel zurück und hat kurz darauf ein Versöhnungstreffen mit Immo, das zunächst offen ausgeht. Überraschenderweise bekommt Merrit Besuch von Bea auf der Burg, wobei diese ihr gesteht, dass sie schon seit längerem eine Affäre mit Immo hatte.
Da es den Kindern bei den Großeltern so gut gefällt und sie Merrit raten, sich von Immo zu trennen, möchte sie in der Eifel bleiben. Bei dem Gedanken, dass die Kinder auch die Schule wechseln müssten und Max sein Abitur nicht bestehen könnte, überlegt sie es sich anders und versucht, mit den Kindern nach Bonn zurückzukehren. Als Merrit auf einem Feldweg eine Verschnaufpause einlegt, wird den Kindern klar, dass sie Bonn nicht vermissen werden, wenn sie in die Eifel ziehen. Somit kehrt Merrit mit ihnen zu den Großeltern zurück, um zu bleiben. 
Am nächsten Tag bekommt Merrit einen Brief, in dem ein Bierdeckel steckt, der mit einer Telefonnummer beschrieben ist.

## Kritik
Das Lexikon des internationalen Films resümiert lakonisch „Sentimentales (Fernseh-)Familiendrama.“
Reiner Tittelbach zieht folgendes Fazit: „Um Heimatgefühl(e) und Selbstfindung geht es in diesem berührend von Sonsee Neu und Jutta Speidel gespielten Drei-Generationen-Dramolett, das voller gegenseitiger Projektionen steckt. Wohlfühlfilm aus der Lebensberatungsecke.“